# Cherry Bomb (Band)
Cherry Bomb ist eine Punkrock-Band aus Potsdam.

## Geschichte
Gegründet wurde die Band im September 2008 von Fleisch (Gitarre, Gesang) und Tiffi (Schlagzeug). Ende 2008 stießen dann Ironboy (Leadgitarre) und Dr. Waldi (Bass) dazu.
Nach intensiven Proben und Songwriting ging man im Frühjahr 2009 ins Studio und produzierte das Debütalbum Lovers. Dieses erschien dann in Eigenregie im September ein Jahr nach Bandgründung. Es folgten etliche Konzerte in ganz Deutschland mit Bands wie Loikaemie, Dritte Wahl und Leatherface.
Nach einem Auftritt beim Rock in Caputh Festival, nahm Mosh von Knock Out Records (Vertrieb via Cargo Records) die Band unter seine Fittiche und es erschien im November 2011 der zweite Longplayer Generation Nowhere, danach ging es wieder auf Tour durch Deutschland, die Niederlande und Belgien, zusammen mit der amerikanischen Streetpunk-Legende Bonecrusher.
Es stieg der Bekanntheitsgrad und man spielte Shows mit nationalen und internationalen Größen wie The Bones, The Generators, Slime und 4 Promille.

## Diskografie
- 2009: Lovers (Album; Eigenveröffentlichung)
- 2011: Generation Nowhere (Album; Knock Out Records)
- 2016: Where We Started From (Album; Eigenveröffentlichung)